# Manuel Carnicero Weber
Manuel Carnicero Weber (antes de 1800 - post. 1873) fue un bibliotecario de la reina Isabel II de España.

## Biografía
Era hijo del pintor y grabador Antonio Carnicero Mancio, sobrino del también pintor Isidro Carnicero, hermanastro del anterior y nieto del escultor Alejandro Carnicero, pero no estuvo inclinado a las Bellas Artes sino a los libros. Nacido antes de 1800 y con un hermano, la familia era de origen castellano, su padre natural de Salamanca y su abuelo de Valladolid, pero trabajó bastante en Salamanca y luego con su hijo Antonio se instala en la corte madrileña, donde realizó las estatuas de los monarcas hispanos para el Palacio Real de Madrid. Esta circunstancia y el ser su padre pintor de cámara del rey Carlos IV desde 1796 favoreció luego mucho a Carnicero Weber para su ingreso en la Casa Real con servicio en la Real Biblioteca privada, aunque su padre sufrió depuración por servir a José I Bonaparte durante su reinado español. Finalmente, se iba a reintegrar al servicio real tras ser perdonado pero murió Antonio Carnicero antes de ello en 1814, el mismo año de inicio del reinado de Fernando VII, del que fue maestro de dibujo cuando era Príncipe de Asturias y con el que siempre mantuvo buena relación pese a su apresamiento de 1807.

## Carnicero Weber en laReal Biblioteca
A fines de 1841, desde el ocho de diciembre, empieza a trabajar como auxiliar en la Real Biblioteca privada, ocupándose del «servicio y arreglo de ella» tras el traslado de la misma al ángulo donde hoy se encuentra en el Palacio Real de Madrid, justo el opuesto a donde estaba hasta la muerte de Fernando VII, el "ala de san Gil", enfrente de la catedral de la Almudena. Como era zona especialmente soleada, la reina viuda doña María Cristina de Borbón-Dos Sicilias, decide ocuparla por entero para sus habitaciones privadas y es trasladada la biblioteca, la antigua Librería de Cámara, llamada así precisamente por estar junto a la Cámara del Rey. Tras el ajetreo del traslado hubo que hacer librerías a medida en los lienzos de pared, resto de mobiliario, y se decidió comenzar a realizar un fichero manual de los fondos bibliográficos. Con estas tareas empezó Carnicero bajo la dirección del entonces bibliotecario mayor, obispo electo de Tarazona y confesor real, don Rodrigo Valdés Busto, encargado de estas incidencias del traslado.
Entre 1841 y 1843 fue único empleado en la Real Biblioteca y estuvo realizando Índices, por carecerse de ellos. También se ocupó del archivo reservado de Fernando VII, de julio a noviembre de 1842. Le ayudaba como escribiente en sus tareas José Velasco Dueñas. En diciembre de 1843 ejerce labores de ayudante y cobra por ello al año 16.000 reales pero oficialmente no se le designa, por lo que en junio de 1847 se queja de ello, alegando haber hecho inventarios de bienes del Monasterio de la Encarnación hasta diciembre de 1844, haber dirigido obras en el mismo y ocuparse de que la titularidad del mismo pasase al Patrimonio tras el proceso de desamortización. También cobró en 1844 36.000 reales para Patrimonio de la venta de la edición de las Obras de Moratín, edición propiedad de Su Majestad. Se le concede oficialmente la calidad de ayudante bibliotecario segundo el 19 de junio de 1847. Sintiéndose postergado cuando se ausentaba el bibliotecario mayor, Miguel Salvá Munar, pues le sustituía el archivero general de Palacio Tomás Zaragoza y Sacristán, transmite su contrariedad y desde 1850 le sustituye oficialmente en sus ausencias. Tras ser Miguel Salvá Munar Obispo de Mallorca y dejar su dirección en la Real Biblioteca es nombrado el 21 de octubre de 1851 bibliotecario primero "particular" de Su Majestad, aunque él prefiere que se le llame como siempre, "de Cámara" y se le acepta. Se le asigna un sueldo de 1.200 escudos anuales. Con motivo de la salida de Salvá, se realiza un Inventario de la Biblioteca Particular de S.M., de todos los muebles y efectos que existen en ella (en RB, II/4039, doc. 14). En 1859 se hicieron dos Índices de libros de la biblioteca del Monasterio de El Escorial, uno de impresos, con 25.043 asientos (en RB, II/2994-2997) y el de códices, con 4.604 y desde 1857 el general de la Real Biblioteca -en RB, ms. II/4033 a 4035-, haciéndose aparte de manuscritos en ocho volúmenes (RB, VIII/HVD/32-39).
En los años sesenta sigue de máximo responsable de la Real Biblioteca, y hace constar que en 1864 era auxiliar en la misma Juan Abdón, que compartió servicio con Juan de Coupigny y Courten. Tras la Revolución de 1868, La Gloriosa, es ratificado en el cargo Carnicero como bibliotecario mayor, con la designación de Bibliotecario de la Particular de Palacio, con sueldo de 1.200 reales, bajo el Gobierno Provisional, aunque desde febrero de 1869 se le vuelve a llamar bibliotecario mayor. Se le equipara a oficial de segunda de Hacienda, al igual que en 1870 y 1871. Tras la reinstauración de la Monarquía es confirmado a su vez con Alfonso XII, en 9 de febrero de 1871. Por tanto, Carnicero supo mantenerse entre diversos reinados y regímenes en una época para la Real Biblioteca de transición, entre el concepto de real privada y el emergente de centro de estudio, confirmado en las décadas siguientes por los eruditos que la frecuentaron, sobre todo en la consulta de manuscritos. Cesó en 1873 -se conserva un borrador suyo de la plantilla de la Real Biblioteca en abril- y se cree que murió no muchos años después, permaneciendo soltero. Hombre minucioso en su quehacer, hay casi 1.300 documentos que atestiguan su paso por la Real Biblioteca, conservados en el archivo de la misma. Destacan multitud de borradores de cartas suyas a autores que remitían ejemplares de obras, por ejemplo Francisco Parcerisa, Fermín Caballero o Ramón de Mesonero Romanos, y correspondencia con libreros madrileños o editores; también hay listados de libros duplicados, para encuadernar -muchos a Miguel Ginesta Haro-, etc. Sus documentos son fundamentales para historiar el período de la Real Biblioteca que va de 1850 a 1873, ya que además se recogen cuentas de gastos, presupuestos, compras, suscripciones, etc., es decir, el día a día de la misma. Tras jubilarse en 1873 se hizo Inventario por estantes de las salas de esta [Real] Biblioteca ordenado por las Cortes (en RB, II/3921-22).